# Tjocknäbbad grönduva
Tjocknäbbad grönduva (Treron curvirostra) är en asiatisk fågel i familjen duvor inom ordningen duvfåglar.

## Utseende
Tjocknäbbad grönduva är en medelstor till stor (22,5–31 cm) grönduva. Den är mycket lik fåglar i pompadoura-komplexet med grå hjässa, rödbrun mantel hos hanen och vingpennorna kantade i gult och svart. Den skiljer sig dock genom tjockare näbb med röd näbbas (ej tunn och helt gråblå), tydlig grön orbitalring och tvärbandade undre stjärttäckare.

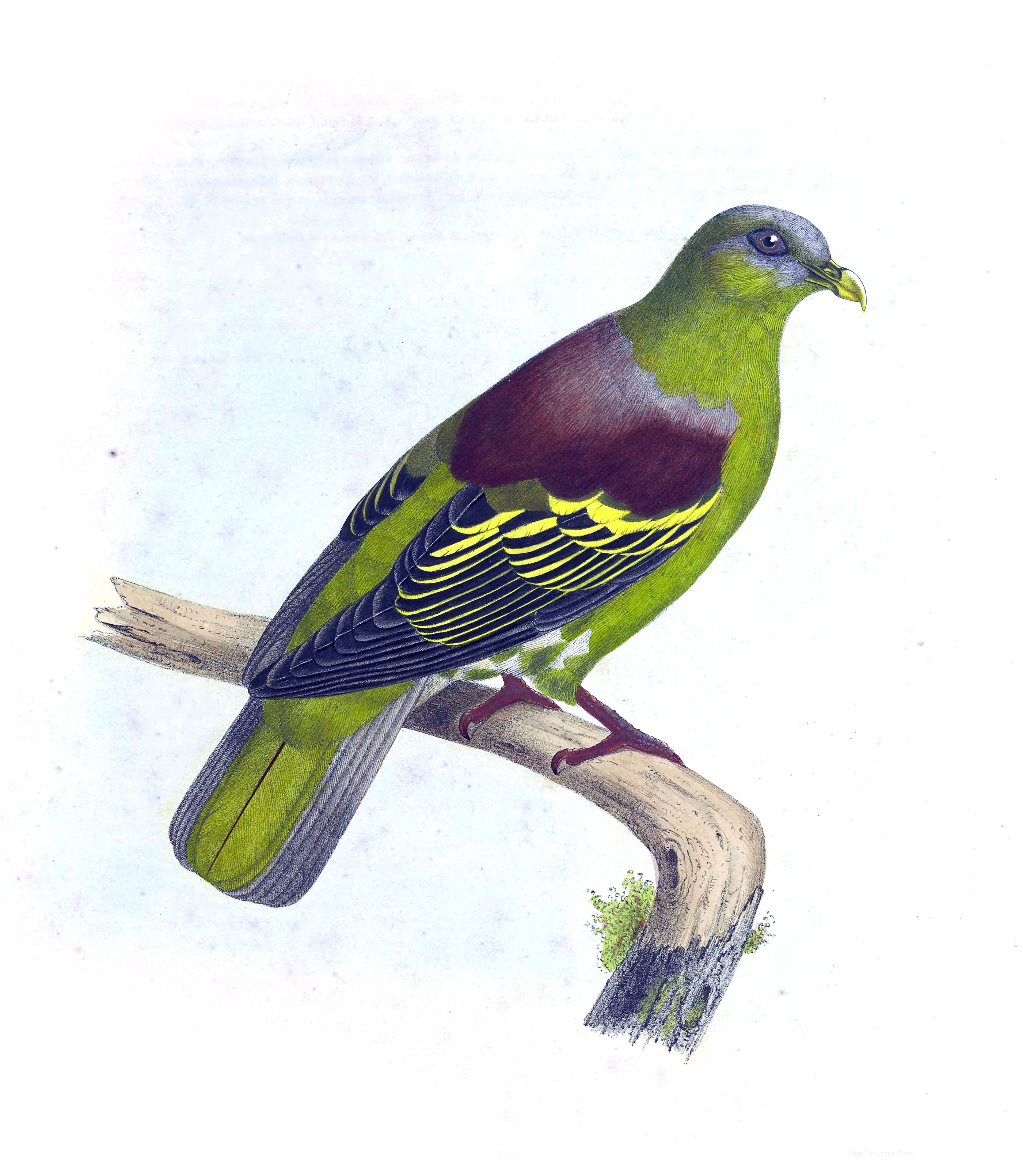
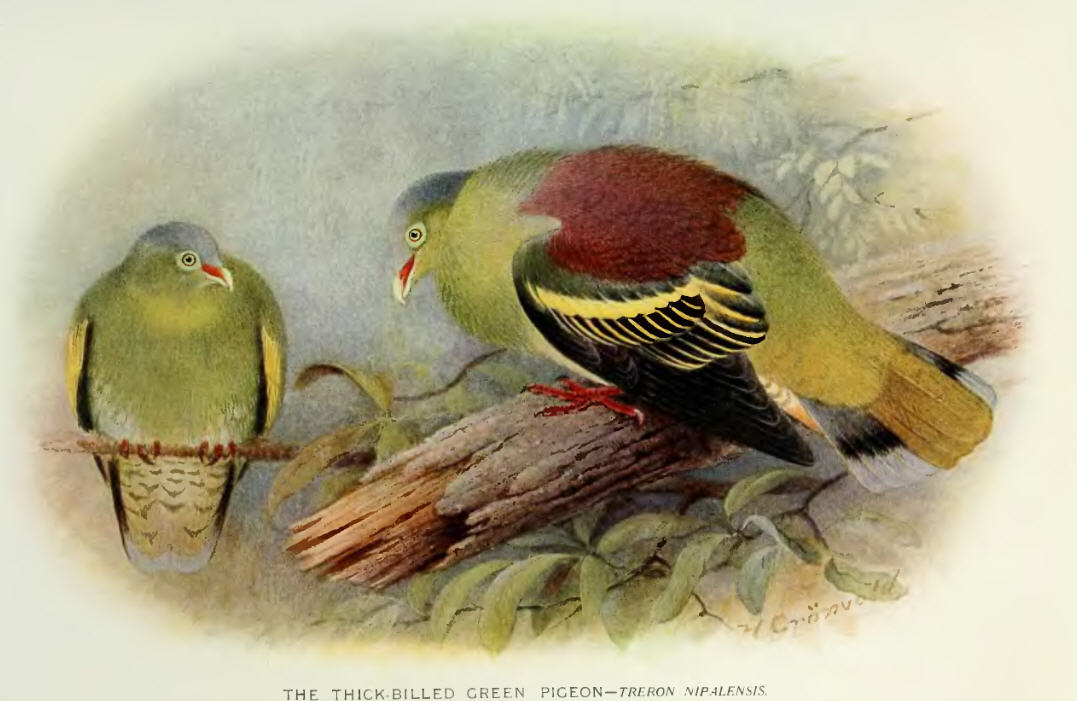

## Utbredning och systematik
Tjocknäbbad grönduva förekommer i låglänta skogar i södra Asien och malajiska arkipelagen. Indelningen i underarter är mycket omtvistad, där den behandlas som alltifrån monotypisk till att delas in i från två till upp till hela nio underarter, med följande utbredning:
- Treron curvirostra nipalensis – centrala Nepal och nordöstra Indien genom Myanmar till södra Indokina
- Treron curvirostra hainanus – ön Hainan utanför sydöstra Kina
- Treron curvirostra curvirostra – Malackahalvön och Sumatra
- Treron curvirostra haliplous – ön Simeulue utanför nordvästra Sumatra
- Treron curvirostra pegus – ön Nias utanför västra Sumatra
- Treron curvirostra smicrus – öarna Sipora, Siberut och Batu utanför västra Sumatra
- Treron curvirostra hypothapsinus – ön Enggano utanför sydvästra Sumatra
- Treron curvirostra nasica – Borneo
- Treron curvirostra erimacrus – Balabac, Palawan och Mindoro i Filippinerna

När den delas in två underarter erkänns hypothapsinus där även smicrus och pegus inkluderas, medan övriga utgör nominatformen.

## Status och hot
Arten har ett stort utbredningsområde och en stor population med stabil utveckling och tros inte vara utsatt för något substantiellt hot. Utifrån dessa kriterier kategoriserar internationella naturvårdsunionen IUCN arten som livskraftig (LC). Världspopulationen har inte uppskattats men den beskrivs som generellt vanlig eller mycket vanlig.